# Вилларбойт
Вилларбойт (итал. Villarboit) — коммуна в Италии, располагается в регионе Пьемонт, в провинции Верчелли.
Население составляет 547 человек (2008 г.), плотность населения составляет 22 чел./км². Занимает площадь 25 км². Почтовый индекс — 13030. Телефонный код — 0161.
Покровителями коммуны почитаются святые апостолы Пётр и Павел, празднование 29 июня, святой апостол Марк (Frazione San Marco), Пресвятая Богородица (Santissima Vergine del Rosario, Frazione Busonengo).

## Демография
Динамика населения:

## Администрация коммуны
- Официальный сайт: www.comune.villarboi.vc.it